# Stephen Parsick
Stephen Parsick (Moers, Duitsland, 1972) is een Duits musicus gespecialiseerd in elektronische muziek, ambient en zijn donkere tak doombient.

## Biografie
Parsick werd geboren in het tijdperk dat de ontwikkeling van de synthesizers en soortgelijke muziekinstrumenten een grote vlucht nam; er kwamen albums waarop het volledig instrumentarium uit toetsinstrumenten bestond, zoals de albums van Wendy Carlos en, in Duitsland, Kraftwerk met hun album en single Autobahn. Parsick volgde muziekles aan de plaatselijke muziekschool (1983-1990). Toen hij in 1989 zijn eerste schreden in de muziekopname zette, bevond het genre elektronische muziek (maar ook andere) zich in een crisis; de enige mogelijkheid was om in een klein circuit Compact cassettes te verspreiden om zo uiteindelijk een platencontract te krijgen. Zijn eerste opname Celestial Voyage kwam uit via het Zwitserse jongerenblad Musenalp Wunderwelt Musik in samenwerking met muzieklabel Erdenklang. Daarna volgden cassettes.
In 1996 was hij betrokken bij het formeren van de band RPM, later RAMP en weer later ‘ramp. Zij spelen donkere retro-elektronische muziek. In 1997 volgtde het eerste optreden van die band. Hun eerste album werd goed ontvangen binnen de groep van liefhebbers van die muziek. Daarnaast was hij betrokken bij Mind Over Matter een band van Cosmic Hoffmann, die meditatieve elektronische muziek speelde.
In 1998 begon Parsick dan aan zijn eerste soloalbum en stond in 1999 met ‘ramp op het Alfa Centauri festival in Huizen; een festival voor elektronische muziek. Hij speelde daar in het voorprogramma voor Tim Blake, die later een grote naam zou worden in het genre Redshift en die al bekend was op het gebied van elektronica. Als ‘ramp werd er een album opgenomen met Markus Reuter (gitarist), waarvan het album pas in 2007 werd uitgebracht. Terwijl ‘ramp zich in de studio bevond, speelde Parsick samen met Mind Over Matter, maar ook met Mark Shreeve, een van de frontmannen van Redshift. ‘ramp moest het op een gegeven moment rustiger aan doen en Parsick richtte zich steeds meer op een solocarrière, maar toch kwamen er nog regelmatig muziekalbums uit van ‘ramp. Pas in 2006 begon ‘ramp weer op te treden, maar verzorgde Parsick ook soloconcerten. 
De neerwaartse spiraal waarin de muziekindustrie zich bevindt nopen Parsick en ‘ramp hun albums nu in eigen beheer uit te geven; uiteraard houden zij zo ook zelf meer invloed op hun muziek en inkomsten.

## Discografie

### Solo
- 1989 The Rotation of Galaxy (MC) onder de naam Ganymed (later op Sediments)
- 1992 Polarity (MC) (later op Sediments)
- 2005 H@llenengel (CD)
- 2006 Tektonik (CDR)
  - Tektonik-Music for earthquakes (muziek voor aardbevingen) kwam tot stand in de periode 2004 tot en met 2006; zes op het oog titelloze stukken (track 5 heet Seismik; track 6 Rhyolith) vormen een soort conceptalbum binnen ambient.[1][2]
- 2006: Grønland (CDR)
  - Grønland-Music for glaciers (muziek voor gletsjers) bevat acht tracks die niet op Tektonik werden (konden worden) gebruikt; Tektonik was geologisch van opzet, net als Grønland; de muziek van het album beweegt uitermate traag. Het album in een oplage van 25 stuks werd gestoken in een wit omhulsel.[3][4]
- 2006 It always rains in Wuppertal
  - In 2006 bracht Parsick samen met Phelios (Martin Stuertzer) in een oplage van 50 stuks het album It always rains in Wuppertal, live on 24 november 2006 uit. Het bevat een (gedeeltelijke) registratie uit van een concert dat beiden gaven in Wuppertal. Stuertzer en Parsick speelden zelfstandig een set en sloten af met een gezamenlijk werk. Het geheel heeft drie tracks waarvan de eerste de titeltrack (Phelios), de tweede Floodland van Deltaplan (Parsick) en de derde Here comes the flood (Phelios en Parsick samen).[5][6]
- 2007 Deltaplan (CDR) / It always rains in Wuppertal (split CDR, met Phelios)/ Schwartzschild (CDR)/ Traces of the Past Redux (CD) (heruitgave van het originele album uit 1998);
  - In 2007 bracht Parsick in een oplage van 25 stuks het album Deltaplan-Muziek voor polders uit. De titel verwijst naar de Deltawerken. Op het album werkte Parsick niet alleen met elektronica, maar ook een e-bow lap steelguitar en werden er ook omgevingsgeluiden uit een Zeeuwse polder vastgelegd.[7] Het idee ontstond tijdens een concert in Wuppertal. Het album bevat zes titelloze tracks, de muziek stroomt rustig door voor 54:59.[8]
- 2007: Schwartzschild
  - in 2007 bracht Parsick in een oplage van 25 stuks het album Schwartzschild-Music for planetariums uit; de titel verwijst naar Karl Schwarzschild. Opnamen dateren uit januari/februari 2007, gemaakt in zijn eigen Zwischenramstudio; het zijn vastgelegde oefeningen voor een optreden van de band ‘ramp in het planetarium in Bochum; het bevat 77 minuten ruimtelijke elektronische muziek verdeeld over zeven titelloze tracks. Track drie bevat een citaat uit het werk van Vangelis, track 7 een variatie naar The Unanswered Question van Charles Ives.[9][10] In 2019 volgde een uitgave als digitaal album
- 2008 Fuzzstars
  - Fuzzstars-music for planetariums volume 2 is het vervolg op Schwartzschild, opnamen komen uit november 2007 tot en met januari 2008 toen Parsick zich weer gereed maakte voor aan aantal optredens in planetaria; de muziek is nogal rustig voor Parsicks doen; hij omschreef het zelf als vriendelijk en ook geschikt om bij in slaap te vallen. Ook dit album kwam in een oplage van 25 stuks [11][10]
- 2008 Cryotainer (CDR)
- 2008 Blasters of the Universe
- 2008 Sediments
- 2009 Cambrium
- 2010 Permafrost

### Met ['ramp]
zie aldaar.

### Mind over Matter / Cosmic Hoffmann
- 1998 Avatar (CD)
- 1999 Under the Stars (CD)
- 1999 Beyond the Galaxy (CD)
- 2000 Shiva Connection (CD)
- 2003 Psychedelic Breakfast (CDR)
- 2005 Electric Trick (CD)
- 2006 Indian Meditation Vol.2  (CD)

### Overigen
- 1993 Trancesession (MC) met Lambert Ringlage (CD 1995)
- 2012 lament met Markus Reuter